# 油棕属
油棕属（学名：Elaeis）是棕榈科的一属。

## 分类
本属已知有两种：一种是原产于西非的油棕（E. guineensis，又称非洲油棕），分布于安哥拉至冈比亚的西非地区，被引入至马来西亚和印度尼西亚，属于产油经济作物；另一种是中美洲和南美洲北部的美洲油棕（E. oleifera，又称黑果棕）。

## 形态
野生非洲油棕树为单茎，高可达20米。羽状叶，开许多簇状密生小花，花为三萼三瓣。果实在开花6个月后成熟，簇生于短枝上，单个果实呈卵圆状，长约4厘米，成熟时为黑色，基部为红色。果肉和果核均含有大量油脂。单株树的产果量为2至12簇不等，随树龄增长而逐年增加，每簇重15至25公斤。
美洲油棕树干沿地面匍生，叶片大而宽阔，但花、果与非洲油棕相似，但产油量低，因此美洲油棕本身几乎不作为经济作物栽种，但一些油棕园会栽培非洲油棕与美洲油棕的杂交种（E. guineensis x E. oleifera）以增强作物的抗病性。